# Rallye de Suède 1984
Le Rallye de Suède 1984 (34th International Swedish Rally), disputé du 10 au 12 février 1984, est la cent-vingt-cinquième manche du championnat du monde des rallyes (WRC) courue depuis 1973, et la deuxième manche du championnat du monde des conducteurs de rallyes 1984. L'épreuve est également la quatrième manche du championnat d'Europe des rallyes, mais, pour la cinquième fois depuis 1973, a été évincée du championnat du monde des marques.

## Contexte avant la course

### Le championnat du monde

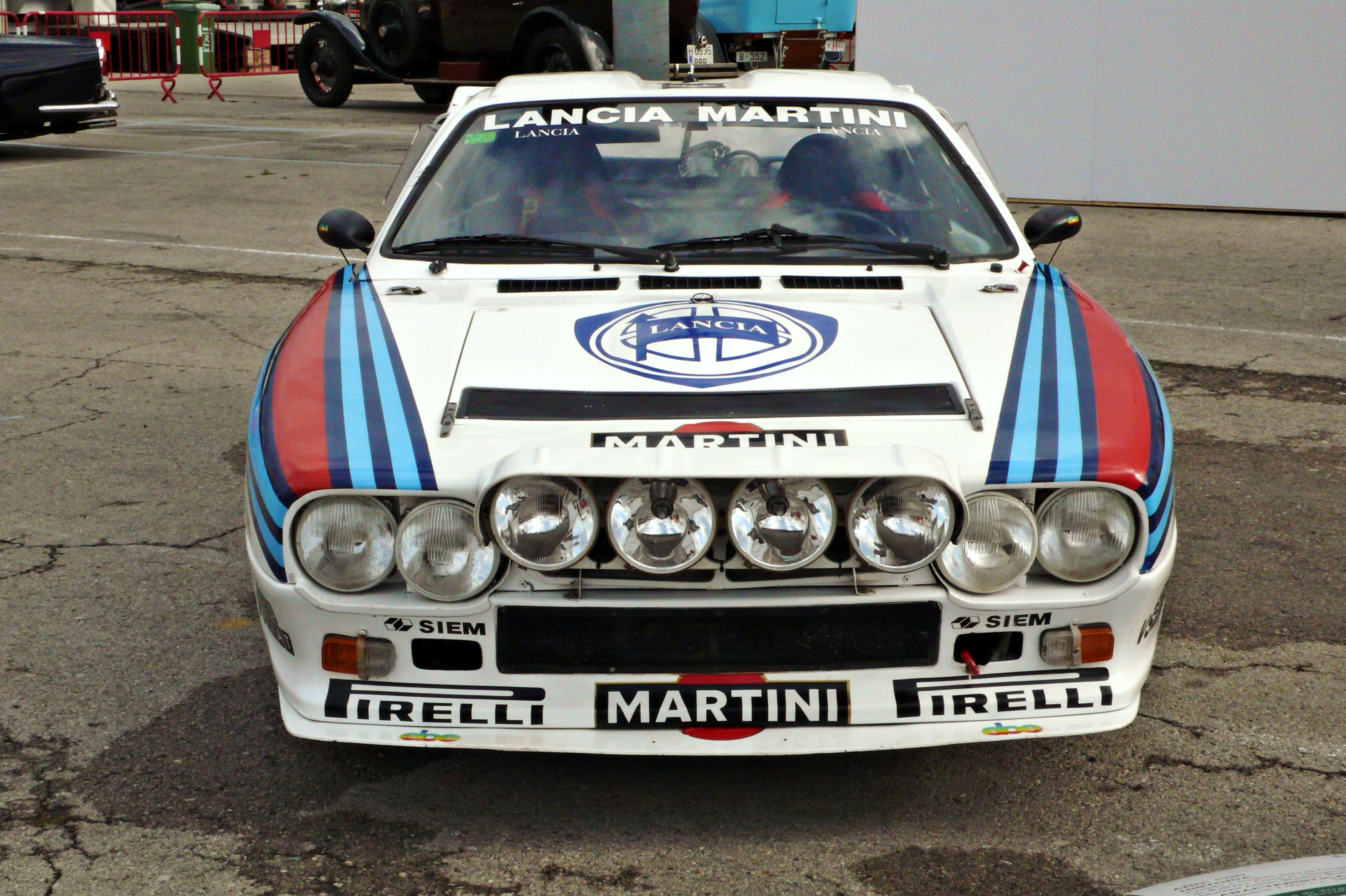
La Lancia Rally 037, la voiture championne en 1983. Comme l'année précédente, les Lancia seront absentes en Suède.

Ayant succédé en 1973 au championnat international des marques (en vigueur de 1970 à 1972), le championnat du monde des rallyes comprend généralement une douzaine manches, comprenant les plus célèbres épreuves routières internationales, telles le Rallye Monte-Carlo, le Safari ou le RAC Rally. Depuis 1979, le championnat des constructeurs a été doublé d'un championnat pilotes, ce dernier remplaçant l'éphémère Coupe des conducteurs, organisée à seulement deux reprises en 1977 et 1978. Le calendrier 1984 intègre douze manches pour l'attribution du titre de champion du monde des pilotes mais seulement dix sélectives pour le championnat des marques (le Rallye de Suède et le Rallye de Côte d'Ivoire en étant exclus). Les épreuves sont réservées aux catégories suivantes :
- Groupe N : voitures de grande production de série, ayant au minimum quatre places, fabriquées à au moins 5 000 exemplaires en douze mois consécutifs ; modifications très limitées par rapport au modèle de série (bougies, amortisseurs).
- Groupe A : voitures de tourisme de grande production, fabriquées à au moins 5 000 exemplaires en douze mois consécutifs, avec possibilité de modifications des pièces d'origine ; poids minimum fonction de la cylindrée.
- Groupe B : voitures de grand tourisme, fabriquées à au moins 200 exemplaires en douze mois consécutifs, avec possibilité de modifications des pièces d'origine (extension d'homologation portant sur 10 % de la production[3]).

Ayant perdu le titre constructeurs en 1983 face à la Scuderia Lancia, Audi a prévu de disputer l'intégralité du championnat 1984, alors que la marque italienne se concentre sur le championnat des marques. Après le triplé obtenu au dernier Rallye Monte-Carlo, la marque allemande a commencé la saison avec un net avantage sur ses rivales. Après le sacre d'Hannu Mikkola en 1983, c'est désormais avec Stig Blomqvist qu'Audi jouera le titre pilotes, le champion sortant ayant cette année un programme légèrement réduit.

### L'épreuve
Le Rallye du soleil de minuit fut organisé pour la première fois en 1950. Initialement disputé en juin, il emmenait les concurrents jusqu'au cercle polaire à travers les piste scandinaves. Intégré au championnat d'Europe à partir de 1953. En 1966, les organisateurs le transformèrent en épreuve hivernale, avançant de quatre mois sa date. Il fut alors rebaptisé Rallye de Suède, figurant toujours au calendrier du championnat d'Europe, puis à celui du championnat du monde dès sa création en 1973. Jusqu'en 1976, son itinéraire était tenu secret et seuls les pilotes locaux étaient en mesure de s'y imposer. Hannu Mikkola brisa l'hégémonie suédoise en 1981, en y imposant pour la première fois l'Audi Quattro à transmission intégrale, arme absolue sur un parcours totalement enneigé ou verglacé et invaincue ici depuis. Auteur de six succès entre 1971 et 1982, Stig Blomqvist y détient le record de victoires.

## Le parcours
- départ : 10 février 1984 de Karlstad
- arrivée : 12 février 1984 à Karlstad

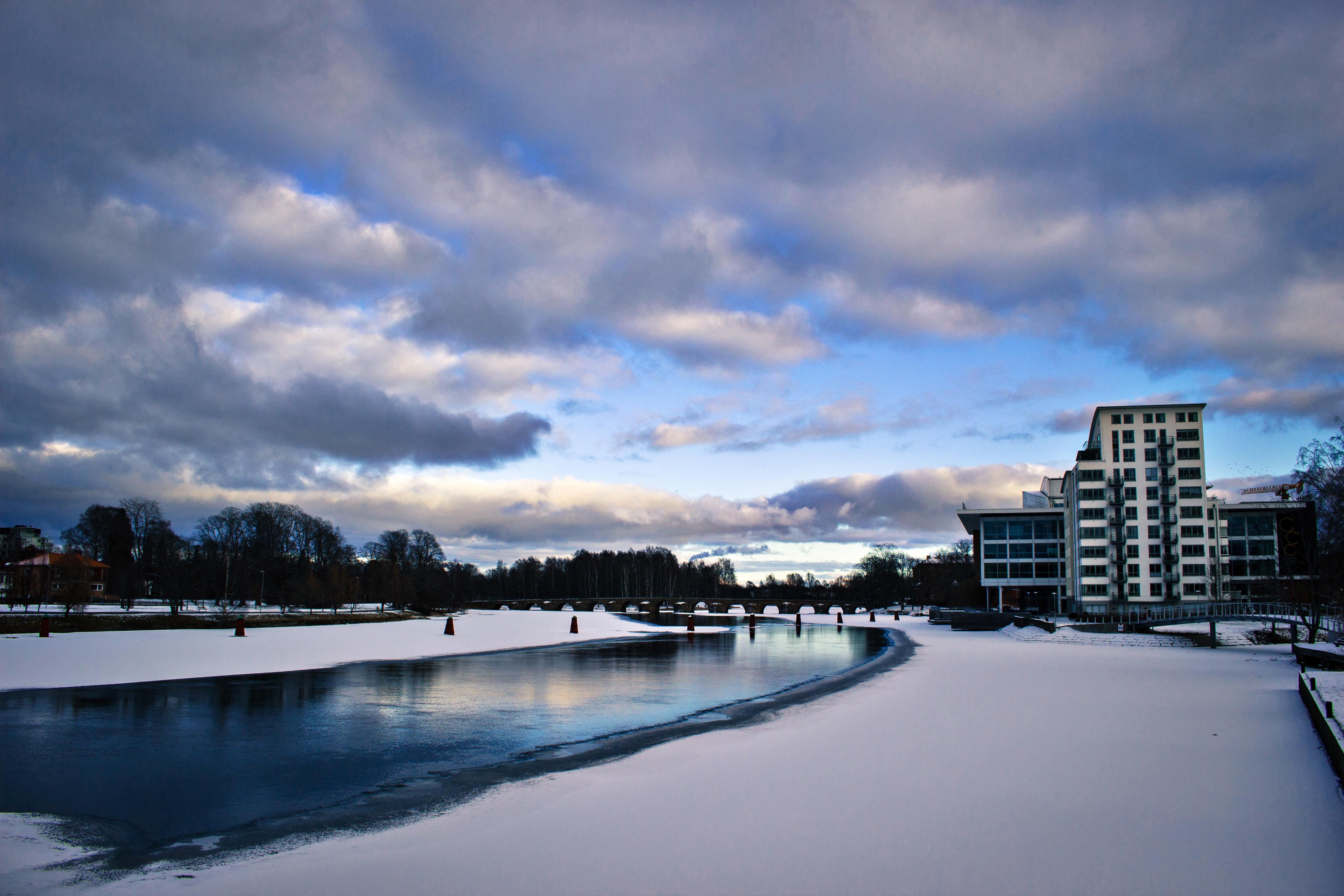
Karlstad, ville départ et arrivée du rallye de Suède.

- distance : 1 703 km dont 447,7 km sur 27 épreuves spéciales
- surface : neige et glace
- Parcours divisé en trois étapes[6]

### Première étape
- Karlstad - Alster, le 10 février
- 10 épreuves spéciales, 138,5 km

### Deuxième étape
- Alster - Alster, le 11 février
- 11 épreuves spéciales, 209,7 km

### Troisième étape
- Alster - Karlstad, le 12 février
- 6 épreuves spéciales, 99,5 km

## Les forces en présence
- Audi

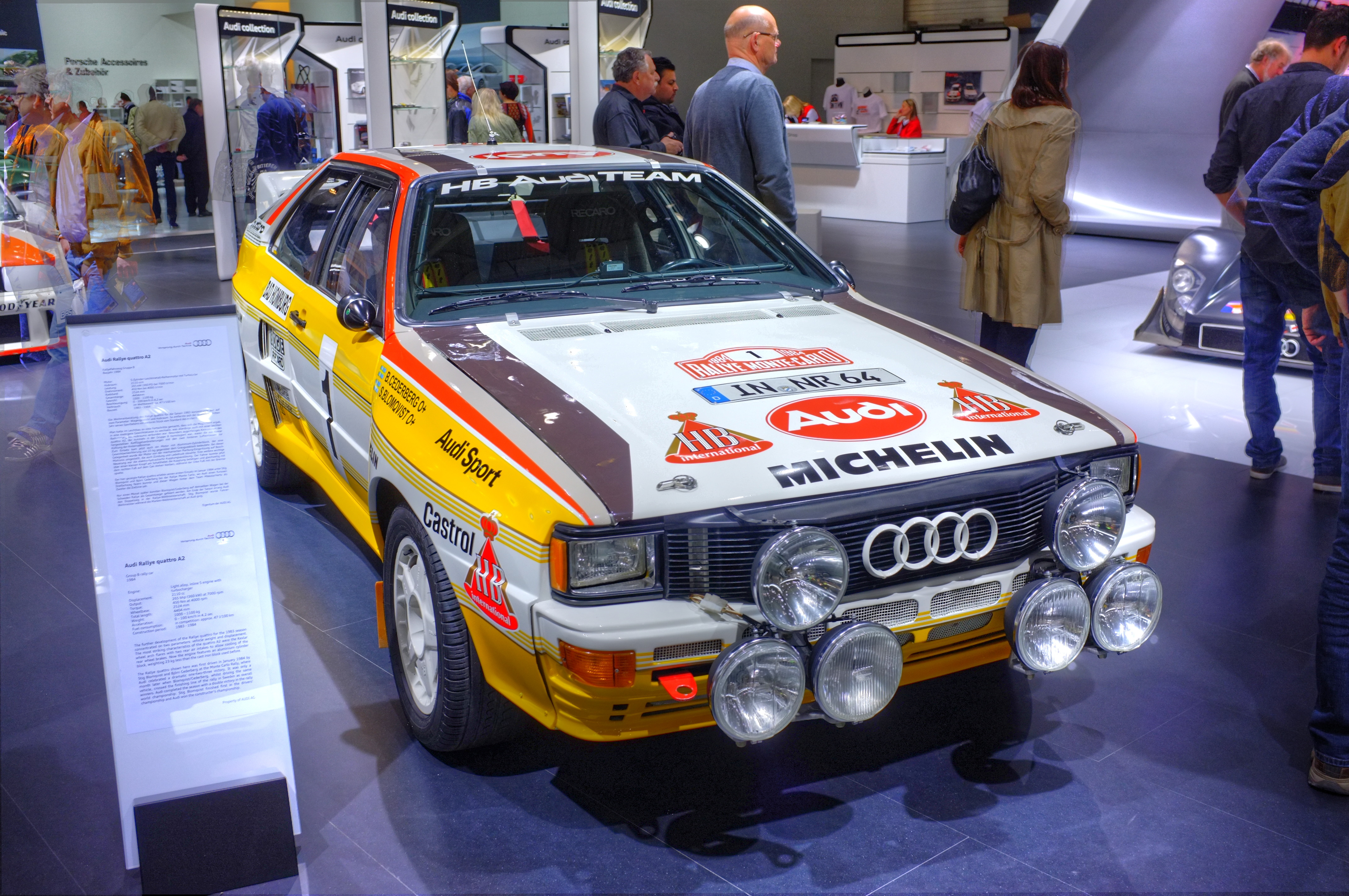
Quatre Audi Quattro groupe B seront au départ, dont deux directement engagées par Audi Sport et portant les couleurs HB.

Grandissime favorite de l'épreuve, la marque allemande est présente en force avec quatre Quattro A2 groupe B, deux engagées par Audi Sport pour Stig Blomqvist et Michèle Mouton, les deux autres, aux mains de Per Eklund et de Lasse Lampi, étant également assistées par l'usine. Une cinquième Quattro avait été engagée par le pilote privé Antero Laine, mais ce dernier a déclaré forfait. Pesant 1 100 kg, les coupés Quattro disposent d'une transmission intégrale. Dans sa dernière évolution, leur moteur cinq cylindres de 2 121 cm3, alimenté par un système d'injection électronique Bosch associé à un turbocompresseur KKK, développe 360 chevaux à 7 000 tr/min. La voiture de Lampi, plus ancienne que les trois autres, dispose d'une trentaine de chevaux de moins. Le constructeur est également présent en groupe A, Audi Suède ayant préparé une 80 Quattro (1 150 kg, moteur atmosphérique cinq cylindres développant 190 chevaux, quatre roues motrices) pour Mikael Ericsson, tandis que Gunnar Pettersson prend le départ sur un Coupé GT (traction, moteur cinq cylindres, 180 chevaux) prêté par Blomqvist. La voiture d'Ericsson est chaussée de pneus finlandais Taki, les autres Audi utilisant des Michelin.
- Opel

Opel Suède a engagé une ancienne Ascona 400 groupe B (1 050 kg, moteur quatre cylindres de 2 420 cm3 développé chez Cosworth, 230 chevaux) pour Mats Jonsson, une toute nouvelle Opel Kadett GT/E 1800 groupe A (900 kg, traction) pour Kenneth Eriksson, ainsi qu'une Ascona groupe A (1 050 kg, moteur deux litres, 185 chevaux) pour Björn Johansson. Le Swedish Junior Rallye Team aligne deux autres Ascona groupe A, confiées à  Lars-Erik Torph et Jerry Åhlin.
- Mazda

Engagés à titre privé, Ingvar Carlsson et Thorbjörn Edling pilotent des berlines 323 groupe A à moteur atmosphérique (traction, 1300 cm3, 100 chevaux).
- Saab

La marque suédoise a renoncé à toute participation officielle ; elle est cependant représentée par Ola Strömberg et Erik Johansson, engagés à titre privé sur des Saab 99 Turbo groupe A (1050 kg, moteur quatre cylindres de deux litres de cylindrée d'une puissance de l'ordre de 200 chevaux).
- Volvo

Cinq 240 Turbo groupe A sont au départ, alignées par des équipes ou des pilotes privés, les plus en vue étant Anders Kulläng et Bror Danielsson. Ces grosses berlines de 1 200 kg disposent d'un moteur deux litres suralimenté, développant 280 chevaux.
- Volkswagen

Bénéficiant de l'assistance du constructeur, Kalle Grundel a engagé sa Golf GTI groupe A. Pesant 900 kg, elle est dotée d'un moteur quatre cylindres de 1 781 cm3 alimenté par injection mécanique Bosch K-Jetronic, d'une puissance de 165 chevaux. Grundell utilise des pneus Taki.
- Nissan

Le Dealer Team Nissan a engagé une 240RS groupe B pour Sören Nilsson. Ce coupé pèse 1 050 kg ; il est animé par un moteur quatre cylindres de 2 340 cm3 alimenté par deux carburateurs double corps Solex développant près de 260 chevaux. Nilsson fait confiance aux pneus Taki.

## Déroulement de la course

### Première étape
Les soixante-six équipages s'élancent de Karlstad le vendredi matin, sous le soleil, en direction du nord. Le parcours est totalement enneigé et sans surprise les Audi Quattro imposent leur loi. Malgré des problèmes de turbocompresseur, Stig Blomqvist ne se laisse pas distancer par son coéquipier Per Eklund, les deux pilotes suédois se succédant au commandement. Avec Lasse Lampi troisième devant Michèle Mouton, les quatre Audi monopolisent les premières places, la Française accusant cependant une minute de retard sur les hommes de tête à mi-étape, après avoir été ralentie par une panne d'assistance de direction et des ennuis d'embrayage. Derrière les voitures allemandes, Ola Strömberg, cinquième au volant de sa Saab, occupe la tête du groupe A, juste devant la Volkswagen Golf de Kalle Grundel. Une fois ses problèmes de turbo réglés, Blomqvist va dominer les épreuves spéciales restantes et rallier Alster avec trente-neuf secondes d'avance sur Eklund, qui a perdu du temps dans l'avant-dernier secteur à cause de l'ouverture soudaine de la portière droite. Malgré de sérieux problèmes de tenue de route, Mouton termine l'étape à la troisième place, profitant de l'abandon de Lampi, sélecteur bloqué au point mort. Derrière les trois Audi, Stömberg, quatrième, domine toujours le groupe A, devant Grundel et l'Audi 80 de Mikael Ericsson.
| Pos. | Pilote            | Copilote         | Voiture               | Groupe | Temps           | Écart        |
| ---- | ----------------- | ---------------- | --------------------- | ------ | --------------- | ------------ |
| 1    | Stig Blomqvist    | Björn Cederberg  | Audi Quattro A2       | B      | 1 h 19 min 25 s |              |
| 2    | Per Eklund        | Dave Whittock    | Audi Quattro A2       | B      | 1 h 20 min 4 s  | + 39 s       |
| 3    | Michèle Mouton    | Fabrizia Pons    | Audi Quattro A2       | B      | 1 h 21 min 54 s | + 2 min 29 s |
| 4    | Ola Strömberg     | Per Carlsson     | Saab 99 Turbo         | A      | 1 h 22 min 49 s | + 3 min 24 s |
| 5    | Kalle Grundel     | Peter Diekmann   | Volkswagen Golf GTI   | A      | 1 h 24 min 6 s  | + 4 min 41 s |
| 6    | Mikael Ericsson   | Rolf Melleroth   | Audi 80 Quattro       | A      | 1 h 25 min 3 s  | + 5 min 38 s |
| 7    | Björn Johansson   | Anders Olsson    | Opel Ascona i2000     | A      | 1 h 25 min 34 s | + 6 min 9 s  |
| 8    | Mats Jonsson      | Åke Gustavsson   | Opel Ascona 400       | B      | 1 h 25 min 56 s | + 6 min 31 s |
| 9    | Lars-Erik Torph   | Jan Svanström    | Opel Ascona i2000     | A      | 1 h 26 min 32 s | + 7 min 7 s  |
| 10   | Kenneth Eriksson  | Lennart Larsson  | Opel Kadett GT/E 1800 | A      | 1 h 27 min 0 s  | + 7 min 35 s |
| 11   | Stig Andervang    | Ove Lindell      | Ford Escort RS1800    | B      | 1 h 27 min 13 s | + 7 min 48 s |
| 12   | Gunnar Pettersson | Arne Pettersson  | Audi Coupé            | A      | 1 h 27 min 54 s | + 8 min 29 s |
| 13   | Erik Johansson    | Anders Bonnevier | Saab 99 Turbo         | A      | 1 h 28 min 7 s  | + 8 min 42 s |
| 14   | Jerry Åhlin       | Urban Karlsson   | Opel Ascona i2000     | A      | 1 h 28 min 38 s | + 9 min 13 s |
| 15   | Gert Blomqvist    | Magnus Andersson | Opel Kadett GT/E      | A      | 1 h 29 min 31 s | + 10 min 6 s |

### Deuxième étape
Comprenant onze secteurs chronométrés, l'étape du samedi est la plus longue des trois. Grundel abandonne après seulement quelques kilomètres, moteur cassé. Peu après, dans la difficile spéciale de Godäsen, Eklund manque un changement de vitesses à l'abord d'une courbe rapide et, roues bloquées, ne peut éviter un mur de neige. L'équipage va mettre plus d'un quart d'heure pour dégager l'Audi, et plonge à la vingtième place du classement général. Mouton se retrouve deuxième, à trois minutes et demie de Blomqvist. Ericsson est également sorti de la route, mais n'a perdu qu'une minute et demie avant de pouvoir repartir, alors qu'une crevaison a coûté quatre minutes à Strömberg. Ces incidents permettent à Björn Johansson (sur Opel Ascona) d'accéder à la troisième place et de prendre la tête du groupe A. Johansson est talonné par les Ascona de Mats Jonsson (groupe B) et Lars-Erik Torph (groupe A). C'est désormais sur la lutte pour la troisième place que repose l'intérêt de la course, loin derrière les deux Audi de tête. Après avoir changé de marque de pneumatiques, Ericsson est beaucoup plus à l'aise et remonte bientôt à la quatrième place. Il va terminer l'étape à seulement dix secondes de Johansson, alors que devant Blomqvist a achevé l'étape avec près de cinq minutes d'avance sur Michèle Mouton. Constamment à l'attaque, Eklund est revenu en septième position.
| Pos. | Pilote           | Copilote            | Voiture                 | Groupe | Temps           | Écart         |
| ---- | ---------------- | ------------------- | ----------------------- | ------ | --------------- | ------------- |
| 1    | Stig Blomqvist   | Björn Cederberg     | Audi Quattro A2         | B      | 3 h 17 min 18 s |               |
| 2    | Michèle Mouton   | Fabrizia Pons       | Audi Quattro A2         | B      | 3 h 22 min 17 s | + 4 min 59 s  |
| 3    | Björn Johansson  | Anders Olsson       | Opel Ascona i2000       | A      | 3 h 31 min 13 s | + 13 min 55 s |
| 4    | Mikael Ericsson  | Rolf Melleroth      | Audi 80 Quattro         | A      | 3 h 31 min 23 s | + 14 min 5 s  |
| 5    | Mats Jonsson     | Åke Gustavsson      | Opel Ascona 400         | B      | 3 h 31 min 55 s | + 14 min 37 s |
| 6    | Lars-Erik Torph  | Jan Svanström       | Opel Ascona i2000       | A      | 3 h 32 min 12 s | + 14 min 54 s |
| 7    | Per Eklund       | Dave Whittock       | Audi Quattro A2         | B      | 3 h 34 min 34 s | + 17 min 16 s |
| 8    | Kenneth Eriksson | Lennart Larsson     | Opel Kadett GT/E 1800   | A      | 3 h 36 min 18 s | + 19 min 0 s  |
| 9    | Jerry Åhlin      | Urban Karlsson      | Opel Ascona i2000       | A      | 3 h 39 min 30 s | + 22 min 12 s |
| 10   | Gert Blomqvist   | Magnus Andersson    | Opel Kadett GT/E        | A      | 3 h 41 min 41 s | + 24 min 23 s |
| 11   | Sören Nilsson    | Sven-Erik Andersson | Nissan 240RS            | B      | 3 h 42 min 29 s | + 25 min 11 s |
| 12   | Ingvar Carlsson  | Ragnar Spjuth       | Mazda 323 1300          | A      | 3 h 44 min 34 s | + 27 min 16 s |
| 13   | Thorbjörn Edling | Hans Andersson      | Mazda 323 Turbo         | A      | 3 h 46 min 29 s | + 29 min 11 s |
| 14   | Lasse Jönsson    | Ulf Sundberg        | Porsche 924 Carrera GTS | B      | 3 h 46 min 51 s | + 29 min 33 s |

### Troisième étape
Le départ de la dernière étape est donné de nuit, le dimanche. Assurés de terminer aux deux premières places, Blomqvist et Mouton se contentent de contrôler la course mais derrière eux, la lutte est très serrée. Après l'épreuve de Malsjö, Ericsson ne compte plus que deux secondes de retard sur Johansson. Il est en passe de s'emparer de la troisième place mais il sort de la route dans le secteur suivant, et ne pourra repartir. De loin le plus rapide, Eklund est remonté en cinquième position, à seulement une seconde de Jonsson. Des ennuis d'allumage vont alors coûter une minute et demie et la tête du groupe A à Johansson, qui rétrograde à la sixième place derrière Eklund, Jonsson et Torph. Les deux dernières épreuves n'apporteront aucun changement et Blomqvist s'impose pour la septième fois sur ses terres. Deuxième, Michèle Mouton réalise le meilleur résultat d'un pilote non nordique en Suède tandis qu'Eklund, troisième après avoir remporté les six épreuves spéciales, assure le triplé pour Audi. Quatrième sur son Opel, Jonsson devance Torph, vainqueur en groupe A devant Johansson. Quarante-et-une voitures ont atteint l'arrivée.

### Classements intermédiaires
Classements intermédiaires des pilotes après chaque épreuve spéciale

### Classement général

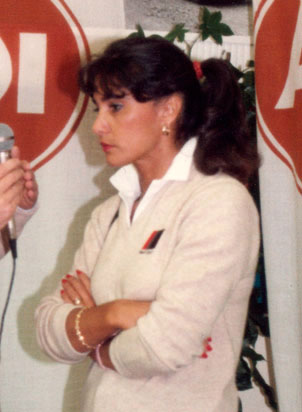
Michèle Mouton, deuxième du classement général ; c'est le meilleur résultat jamais obtenu par un pilote non nordique en Suède.

| Pos | No | Pilote            | Copilote        | Voiture               | Temps           | Écart         | Groupe |
| --- | -- | ----------------- | --------------- | --------------------- | --------------- | ------------- | ------ |
| 1   | 1  | Stig Blomqvist    | Björn Cederberg | Audi Quattro A2       | 4 h 16 min 45 s |               | B      |
| 2   | 3  | Michèle Mouton    | Fabrizia Pons   | Audi Quattro A2       | 4 h 24 min 12 s | + 7 min 27 s  | B      |
| 3   | 2  | Per Eklund        | Dave Whittock   | Audi Quattro A2       | 4 h 33 min 27 s | + 16 min 42 s | B      |
| 4   | 6  | Mats Jonsson      | Åke Gustavsson  | Opel Ascona 400       | 4 h 35 min 25 s | + 18 min 40 s | B      |
| 5   | 21 | Lars-Erik Torph   | Jan Svanström   | Opel Ascona i2000     | 4 h 36 min 46 s | + 20 min 1 s  | A      |
| 6   | 17 | Björn Johansson   | Anders Olsson   | Opel Ascona i2000     | 4 h 37 min 10 s | + 20 min 25 s | A      |
| 7   | 24 | Kenneth Eriksson  | Lennart Larsson | Opel Kadett GT/E 1800 | 4 h 41 min 1 s  | + 24 min 16 s | A      |
| 8   | 15 | Stig Andervang    | Ove Lindell     | Ford Escort RS1800    | 4 h 42 min 20 s | + 25 min 35 s | B      |
| 9   | 20 | Gunnar Pettersson | Arne Pettersson | Audi Coupé            | 4 h 43 min 2 s  | + 26 min 17 s | A      |
| 10  | 23 | Jerry Åhlin       | Urban Karlsson  | Opel Ascona i2000     | 4 h 45 min 44 s | + 28 min 59 s | A      |

### Équipages de tête
- ES1 :  Per Eklund -  Dave Whittock (Audi Quattro A2)
- ES2 :  Stig Blomqvist -  Björn Cederberg (Audi Quattro A2)
- ES3 à ES5 :  Per Eklund -  Dave Whittock (Audi Quattro A2)
- ES6 à ES27 :  Stig Blomqvist -  Björn Cederberg (Audi Quattro A2)

### Vainqueurs d'épreuves spéciales
- Per Eklund -  Dave Whittock (Audi Quattro A2) : 14 spéciales (ES 1, 3, 4, 14, 18 à 27)
- Stig Blomqvist -  Björn Cederberg (Audi Quattro A2) : 13 spéciales (ES 2, 5 à 13, 15 à 17)

## Résultats des principaux engagés

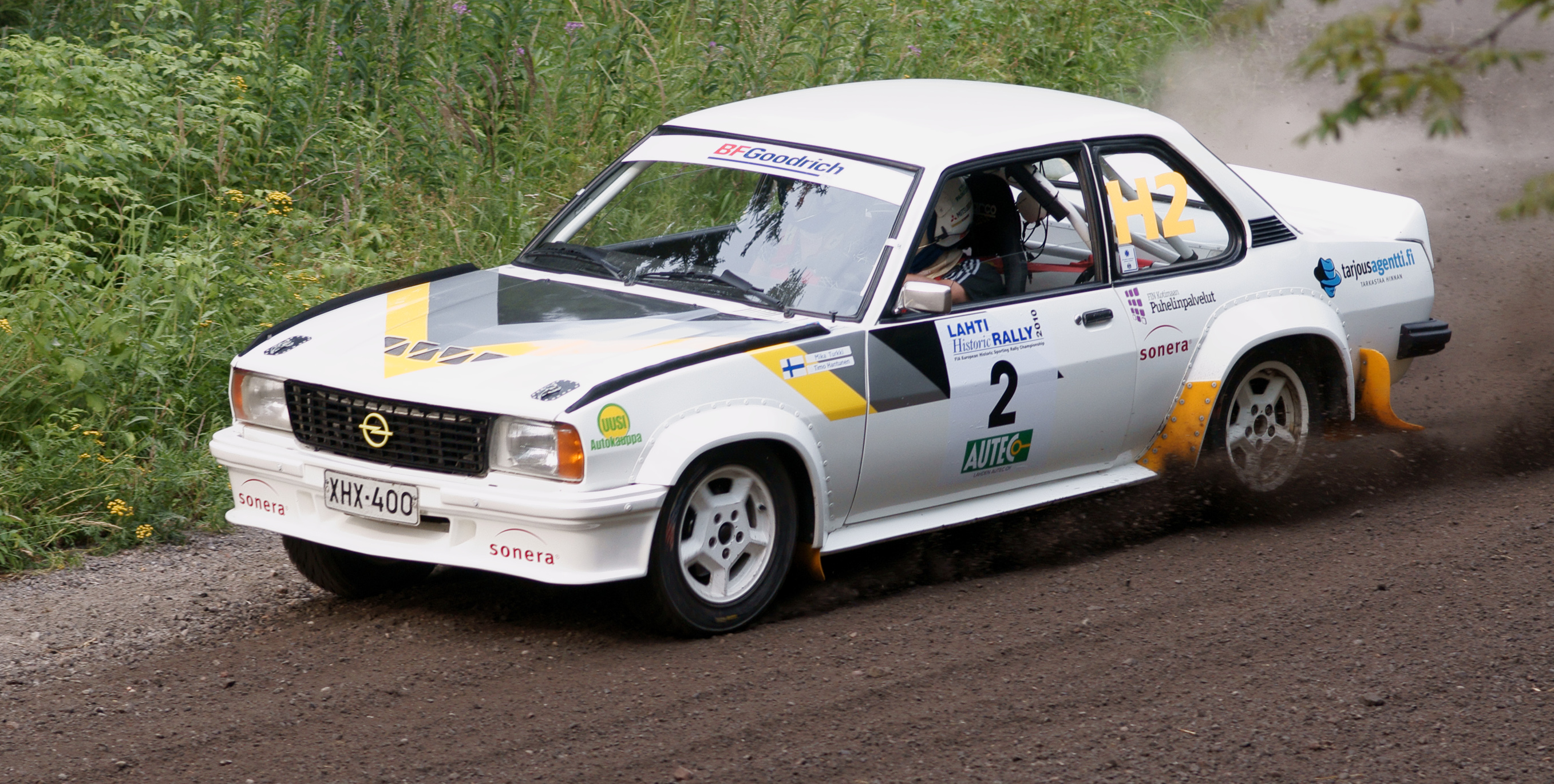
Derrière les trois Audi Quattro, belle prestation des Opel qui s'adjugent les quatre places suivantes. Ici une Ascona 400 groupe B semblable à celle de Mats Jonsson, quatrième au classement général.

| No | Pilote            | Copilote            | Voiture                 | Groupe | Classement général                              | Class. groupe |
| -- | ----------------- | ------------------- | ----------------------- | ------ | ----------------------------------------------- | ------------- |
| 1  | Stig Blomqvist    | Björn Cederberg     | Audi Quattro A2         | B      | 1er                                             | 1er           |
| 2  | Per Eklund        | Dave Whittock       | Audi Quattro A2         | B      | 3e à 16 min 42 s                                | 3e            |
| 3  | Michèle Mouton    | Fabrizia Pons       | Audi Quattro A2         | B      | 2e à 7 min 27 s                                 | 2e            |
| 4  | Lasse Lampi       | Pentti Kuukkala     | Audi Quattro A2         | B      | ab. dans la 6e spéciale (sélecteur de vitesses) | -             |
| 5  | Antero Laine      | Risto Virtanen      | Audi Quattro A2         | B      | Forfait                                         |               |
| 6  | Mats Jonsson      | Åke Gustavsson      | Opel Ascona 400         | B      | 4e à 18 min 40 s                                | 4e            |
| 7  | Anders Kulläng    | Lars-Ove Larsson    | Volvo 240 Turbo         | A      | ab. après la 6e spéciale (surchauffe moteur)    | -             |
| 8  | Kalle Grundel     | Peter Diekmann      | Volkswagen Golf GTI     | A      | ab. dans la 11e spéciale (moteur)               | -             |
| 9  | Mikael Ericsson   | Rolf Melleroth      | Audi 80 Quattro         | A      | ab. dans la 23e spéciale (sortie de route)      | -             |
| 10 | Ingvar Carlsson   | Ragnar Spjuth       | Mazda 323 1300          | A      | 13e à 35 min 30 s                               | 7e            |
| 11 | Sören Nilsson     | Sven-Erik Andersson | Nissan 240RS            | B      | 11e à 29 min 42 s                               | 6e            |
| 14 | Lasse Jönsson     | Ulf Sundberg        | Porsche 924 Carrera GTS | B      | 14e à 38 min 0 s                                | 7e            |
| 15 | Stig Andervang    | Ove Lindell         | Ford Escort RS1800      | B      | 8e à 25 min 35 s                                | 5e            |
| 16 | Ola Strömberg     | Per Carlsson        | Saab 99 Turbo           | A      | ab. dans la 19e spéciale (sortie de route)      | -             |
| 17 | Björn Johansson   | Anders Olsson       | Opel Ascona i2000       | A      | 6e à 20 min 25 s                                | 2e            |
| 18 | Bror Danielsson   | Anders Ekling       | Volvo 240 Turbo         | A      | ab. après la 1re spéciale (joint de culasse)    | -             |
| 19 | Erik Johansson    | Anders Bonnevier    | Saab 99 Turbo           | A      | ab. dans la 17e spéciale (sortie de route)      | -             |
| 20 | Gunnar Pettersson | Arne Pettersson     | Audi Coupé              | A      | 9e à 26 min 17 s                                | 4e            |
| 21 | Lars-Erik Torph   | Jan Svanström       | Opel Ascona i2000       | A      | 5e à 20 min 1 s                                 | 1er           |
| 23 | Jerry Åhlin       | Urban Karlsson      | Opel Ascona i2000       | A      | 10e à 28 min 59 s                               | 5e            |
| 24 | Kenneth Eriksson  | Lennart Larsson     | Opel Kadett GT/E 1800   | A      | 7e à 24 min 16 s                                | 3e            |
| 26 | Gert Blomqvist    | Magnus Andersson    | Opel Kadett GT/E        | A      | 12e à 31 min 24 s                               | 6e            |
| 30 | Thorbjörn Edling  | Hans Andersson      | Mazda 323 1300          | A      | 15e à 38 min 13 s                               | 8e            |

## Classements des championnats à l'issue de la course

### Classement provisoire du championnat du monde (pilotes)
- Attribution des points : 20, 15, 12, 10, 8, 6, 4, 3, 2, 1 respectivement aux dix premiers de chaque épreuve.
- Seuls les sept meilleurs résultats (sur douze épreuves) sont retenus pour le décompte final des points.

| Pos. | Pilote           | Marque  | Points | M-C | SUE | POR | SAF | COR | ACR | NZ | ARG | FIN | SAN | CIV | RAC |
| ---- | ---------------- | ------- | ------ | --- | --- | --- | --- | --- | --- | -- | --- | --- | --- | --- | --- |
| 1    | Stig Blomqvist   | Audi    | 35     | 15  | 20  |     |     |     |     |    |     |     |     |     |     |
| 2    | Walter Röhrl     | Audi    | 20     | 20  | -   |     |     |     |     |    |     |     |     |     |     |
| 3    | Michèle Mouton   | Audi    | 15     | -   | 15  |     |     |     |     |    |     |     |     |     |     |
| 4    | Hannu Mikkola    | Audi    | 12     | 12  | -   |     |     |     |     |    |     |     |     |     |     |
| 4=   | Per Eklund       | Audi    | 12     | -   | 12  |     |     |     |     |    |     |     |     |     |     |
| 6    | Jean-Luc Thérier | Renault | 10     | 10  |     |     |     |     |     |    |     |     |     |     |     |
| 6=   | Mats Jonsson     | Opel    | 10     | -   | 10  |     |     |     |     |    |     |     |     |     |     |
| 8    | Attilio Bettega  | Lancia  | 8      | 8   | -   |     |     |     |     |    |     |     |     |     |     |
| 8=   | Lars-Erik Torph  | Opel    | 8      | -   | 8   |     |     |     |     |    |     |     |     |     |     |
| 10   | Massimo Biasion  | Lancia  | 6      | 6   | -   |     |     |     |     |    |     |     |     |     |     |
| 10=  | Björn Johansson  | Opel    | 6      | -   | 6   |     |     |     |     |    |     |     |     |     |     |
| 12   | Bernard Darniche | Audi    | 4      | 4   | -   |     |     |     |     |    |     |     |     |     |     |
| 12=  | Kenneth Eriksson | Opel    | 4      | -   | 4   |     |     |     |     |    |     |     |     |     |     |
| 14   | Markku Alén      | Lancia  | 3      | 3   | -   |     |     |     |     |    |     |     |     |     |     |
| 14=  | Stig Andervang   | Ford    | 3      | -   | 3   |     |     |     |     |    |     |     |     |     |     |

### Classement provisoire du championnat d'Europe
- attribution des points : 20, 15, 12, 10, 8, 6, 4, 3, 2, 1 respectivement aux dix premiers de chaque manche, auxquels sont appliqués des coefficients pouvant aller de un à quatre en fonction de l'importance des épreuves.

| Pos. | Pilote          | Marque | Points |
| ---- | --------------- | ------ | ------ |
| 1    | Stig Blomqvist  | Audi   | 80     |
| 2    | Per Eklund      | Audi   | 72     |
| 3    | Michèle Mouton  | Audi   | 60     |
| 4    | Mikael Ericsson | Audi   | 50     |
| 5    | Franz Wittmann  | Audi   | 40     |
| 5=   | Antero Laine    | Audi   | 40     |
| 5=   | Carlo Capone    | Lancia | 40     |
| 5=   | Mats Jonsson    | Opel   | 40     |
| 9    | Lars-Erik Torph | Opel   | 32     |
| 10   | Franz Wurz      | Audi   | 30     |
| 10=  | Tony Pond       | Nissan | 30     |

- Épreuves disputées : Rallye Jänner (coefficient 2), Rallye Arctique (coefficient 2), Boucles de Spa (coefficient 2) et Rallye de Suède (coefficient 4)